# Fühl dich frei
Fühl dich frei ist ein Lied des deutschen Rappers Sido. Das Stück ist Teil von Sidos fünftem Soloalbum 30-11-80.

## Entstehung und Veröffentlichung
Geschrieben wurde das Lied gemeinsam von Mark Cwiertnia (Mark Forster), dem Produzententeam FNSHRS. (bestehend aus: Paul NZA, Marek Pompetzki und Cecil Remmler) sowie Paul Würdig (Sido). Produziert wurde das Stück durch das Produzententrio. Das Lied wurde unter den Musiklabels Urban (Sublabel von Universal) und Vertigo/Capitol veröffentlicht und durch Goldzweig Berlin, Hilaster Bavilario Music, Numarek Songs Marek Pompetzki, NZA Paul Neumann Edition, Sony/ATV Music Publishing, Twelve Music Cecil Remmler Edition vertrieben. Die Aufnahmen erfolgten in den Black Rock Studios in Santorin (Griechenland).
Die Erstveröffentlichung von Fühl dich frei erfolgte als Teil von Sidos fünftem Soloalbum 30-11-80 am 29. November 2013. Das Lied wurde nie als offizielle Single veröffentlicht, erlangte aber als Teil des Soundtracks der deutschen Filmkomödie Nicht mein Tag an Bekanntheit. Der Film erschien am 16. Januar in den Kinos, der Soundtrack erschien eine Woche später am 24. Januar 2014.

## Hintergrund
Wie es zur Zusammenarbeit mit Mark Forster kam, beschrieb Sido in einem Interview mit N24 mit den folgenden Worten: „Ich bin vor circa zwei Jahren mit meiner Frau viel rum gefahren und wir haben im Auto immer diesen Song Auf dem Weg von ihm gehört. Der hat irgendwie unsere Lebenssituation damals beschrieben. Ich finde der Typ ist so underrated, der könnte oder sollte viel mehr Erfolg haben, denn er ist wirklich krass. Da war mir schnell klar, ich will ihn auf meinem Album featuren.“ Dadurch kam es nicht nur dazu, dass Forster als Koautor von Fühl dich frei an Sidos Album beteiligt war. Die beiden nahmen auch die Duette Irgendwo wartet jemand und Einer dieser Steine zusammen auf. Letzteres erschien als Single und feierte Top-10-Erfolge und wurde mit einer Goldenen Schallplatte in Deutschland ausgezeichnet. 2014 revanchierte sich Sido und nahm als Gastmusiker bei Forsters Single Au revoir teil, womit die beiden erneut Top-10-Erfolge und Schallplattenauszeichnungen errangen.

## Inhalt
| „Wichtig ist, dass du dich nicht verstellst. Richtig ist, was du für richtig hältst. Der, der es am besten weiß, bist du selbst. Richtig ist, was du für richtig hältst. Fühl dich frei, fühl dich frei.“ – Refrain, Originalauszug | Der Liedtext zu Fühl dich frei ist in deutscher Sprache verfasst. Die Musik wurde von den FNSHRS., der Text von Mark Cwiertnia (Mark Forster) und Paul Würdig (Sido) geschrieben. Musikalisch bewegt sich das Lied im Bereich des Raps. Aufgebaut ist das Lied auf drei Strophen und einem Refrain zwischen den Strophen sowie am Ende des Liedes. Die Strophen werden von Sido komplett durchgerappt, der Refrain besteht aus einer Mischung von Rap und Gesangseinlagen. Das Tempo beträgt 82 Beats per minute. Als zusätzlicher Instrumentalist ist David Haynes am Schlagzeug zu hören. Inhaltlich geht es in Fühl dich frei darum, sich seiner selbst zu stellen, aus dem eigenen Gefängnis der selbstauferlegten Zwänge auszubrechen und nicht mit der blinden Masse über die Klippe ins graue Nichts zu springen. |

## Musikvideo
Das Musikvideo zu Fühl dich frei feierte am 13. Januar 2014 auf YouTube seine Premiere. Zu sehen sind Ausschnitte aus Nicht mein Tag sowie Sido der an verschiedenen Schauplätzen das Lied rappt. Sido ist unter anderem auf dem Dach eines Hauses, auf einem Feld oder in einem Wald zu sehen. Die Gesamtlänge des Videos beträgt 3:33 Minuten. Regie führte Christian Pfeil, produziert wurde das Video durch Epicman Production. Bis Februar 2025 zählte das Musikvideos über 19,1 Millionen Aufrufe bei YouTube.

## Mitwirkende
| Liedproduktion - Mark Cwiertnia (Mark Forster): Liedtexter - David Haynes: Schlagzeug - Paul NZA: Komponist, Musikproduzent - Marek Pompetzki: Komponist, Musikproduzent - Cecil Remmler: Komponist, Musikproduzent - Paul Würdig (Sido): Liedtexter, Rap Musikvideo - Christian Pfeil: Regisseur - Epicman Production: Filmproduzent | Unternehmen - Black Rock Studios: Tonstudio - Capitol Records: Musiklabel - Goldzweig Berlin: Vertrieb - Hilaster Bavilario Music: Vertrieb - Numarek Songs Marek Pompetzki: Vertrieb - NZA Paul Neumann Edition: Vertrieb - Sony/ATV Music Publishing: Vertrieb - Twelve Music Cecil Remmler Edition: Vertrieb - Urban: Musiklabel - Vertigo Records: Musiklabel |

## Rezensionen
Ralf Theil vom Juice-Magazin bewertete das Album 30-11-80 mit vier von sechs Kronen, wobei Fühl dich frei nicht gut wegkommt. Thiel beschreibt das Stück als „eine Synthpop gewordene Anhäufung wohlmeinender Coaching-Phrasen“.

## Chartplatzierungen
Bei Fühl dich frei handelt es sich um keine offizielle Singleveröffentlichung, das Lied erreichte lediglich aufgrund hoher Einzel-Downloads in der ersten Verkaufswoche von 30-11-80 die Charts. Des Weiteren konnte sich das Stück in der ersten Verkaufswoche von 30-11-80 sowie nach Erscheinen von Nicht mein Tag einige Tage lang in den Tagesauswertungen der deutschen iTunes-Charts platzieren, wobei das Stück mit Position 71 seine höchste Platzierung am 29. November 2013 erreichte.
Für Sido als Autor und Interpret ist dies, inklusive des Charterfolgs seiner Kollabo-Projekte, der 34. Charterfolg in Deutschland. Für NZA ist Fühl dich frei in seiner Funktion als Autor oder Produzent der 28. Charterfolg in den deutschen Singlecharts. Für Pompetzki ist es in seiner Funktion als Autor oder Produzent der 27. Charterfolg in Deutschland. Für Remmler ist es als Autor oder Produzent der zwölfte Charterfolg in Deutschland. Forster erreichte mit Fühl dich frei zum vierten Mal die deutschen Singlecharts als Autor.